# Френель, Фульгенс
Фульгенс Френель (фр. Fulgence Fresnel; 15 апреля 1795, Матьё (Кальвадос) — 30 ноября 1855, Багдад) — французский востоковед, дипломат. Брат физика Огюстена Френеля.

## Биография
Ученик Сильвестра де Саси. С 1826 года продолжил изучать арабский язык в маронитском колледже в Риме.
В 1831 году уехал в Египет, который стал для него второй родиной. В 1837 году был назначен консульским агентом, а затем консулом в Джидде.
Занимался изучением химьяритских надписей, опубликовал первый перевод этих надписей в "Journal asiatique", благодаря чему считается первым сабеистом. Издал также несколько статей по истории Аравии доисламского периода.
В 1851 году возглавил научную экспедицию французского правительства в Месопотамию. В 1854 году экспедиция завершила свою работу, но Френель навсегда остался в Багдаде. Труды экспедиции, под заглавием "Expédition en Mésopotamie", были изданы под редакцией Юлиуса Опперта в 1858—1863 годах.

## Труды
- Hoa-tchou-ouan ou le Livre mystérieux. — Paris, 1822.
- Poésies du désert de Schanfara. — Paris, 1834.
- Quatre lettres sur l’histoire des Arabes avant l’islamisme // Journal Asiatique. — 1836.
- L’Arabie, I-ère partie; Recherches sur les inscriptions himyarites // Journal Asiatique. — 1845.